# Kvindekommissionen
Kvindekommissionen var en kommission, der blev nedsat af Krag-regeringen 4. februar 1965 og havde til formål at undersøge kvindernes stilling i samfundet og komme med forslag til lovgivning med henblik på at skabe reel ligestilling. De afsluttede betænkninger blev afgivet i 1974 og indeholdt 84 forslag. Blandt foreslog kommissionen at oprette et permanent ligestillingsorgan, hvilket skete med Ligestillingsrådet. 
Kommissionen bestod af 55 medlemmer, hvoraf størstedelen repræsenterede organisationer og politiske partier. Formand var den socialdemokratiske politiker Edel Saunte.